# Рой Акъф
Рой Клакстън Акъф (на английски: Roy Claxton Acuff) е американски кънтри певец и цигулар.
Роден е на 15 септември 1903 година в Мейнардвил, щата Тенеси, в семейството на баптистки проповедник. От ранна възраст се занимава с музика, но първоначално се опитва неуспешно да се занимава професионално с бейзбол. От 1930 година работи като музикант в шоуто на странстващ лекар, а няколко години по-късно създава свой група и придобива известност с първите си записи и изпълнения в местни радиостанции. Един от постоянните изпълнители на радиопредаването „Гранд Ол Опри“, той се превръща във водеща музика на кънтри музиката през 40-те години.
Рой Акъф умира от инфаркт на 23 ноември 1992 година в Нашвил.